# (14479) Plekhanov
(14479) Plekhanov est un astéroïde de la ceinture principale.

## Description
(14479) Plekhanov est un astéroïde de la ceinture principale. Il fut découvert le 8 février 1994 à La Silla par Eric Walter Elst. Il présente une orbite caractérisée par un demi-grand axe de 3,15 UA, une excentricité de 0,14 et une inclinaison de 5,9° par rapport à l'écliptique.

## Compléments